# Konferenz der Tiere (Film)
Konferenz der Tiere ist ein computeranimierter Trickfilm, der am 7. Oktober 2010 in den deutschen Kinos anlief.
Er ist nach dem Zeichentrickfilm Die Konferenz der Tiere von Curt Linda aus dem Jahr 1969 der zweite Film, der von dem Roman Die Konferenz der Tiere von Erich Kästner inspiriert ist.

## Handlung
Im Okavangodelta wundern sich die Tiere, weil das Wasser nicht mehr wie sonst durch die große Schlucht kommt. Der Durst nach Wasser wird immer größer, so dass es Streit um den letzten Tropfen Wasser gibt. So verteidigen Büffel und Nashörner das einzige Wasserloch. Aufgrund dieser Tatsache ziehen Sokrates, der vegetarische Löwe, und Billy, das tollpatschige Erdmännchen, los, um sich auf die Suche nach Wasser zu machen. Hierbei treffen sie auf den gallischen Hahn Charles, der einen Tasmanischen Teufel, ein Känguru, eine Eisbärin und zwei Galapagos-Schildkröten nach Afrika geführt hat, da diese aus ihren zerstörten heimischen Regionen fliehen mussten.
Doch auch hier haben die Menschen zugeschlagen: Der Hotelbesitzer Smith hat für die Wasserversorgung seines Hotels einen gewaltigen Staudamm bauen lassen, der nun den Fluss des Wassers bis in die Savanne stoppt. Genau in diesem Hotel findet eine Konferenz für eine bessere Umwelt statt. Zunächst sind die tierischen Besucher über die enormem Wasservorräte in Büchsenform und den riesigen Swimmingpool begeistert, doch schon bald treffen sie auf den Sicherheitschef des Hotels, ein Waffenexperte namens Hunter. Sokrates ist entsetzt, als er in ihm den Jäger erkennt, der seinerzeit seinen Bruder Mambo tötete. Der tierische Hoteldiener, Schimpanse Toto, versucht die Gruppe vor Hunter zu verstecken. Auch Maya, die Tochter des Hotelmanagers, ist auf der Seite der Wildtiere. Trotz aller Vorsicht wird Sokrates gefangen und seine Freunde aus dem Hotel vertrieben. Das wollen diese nicht hinnehmen und rufen ihrerseits eine Konferenz ein: die Konferenz der Tiere. Die großen und kleinen Tiere der Savanne versammeln sich und beschließen gegen das Unrecht der Menschen vorzugehen. Sie ziehen allesamt in Richtung des Hotels und auch die eigensinnigen Büffel schließen sich am Ende an. Dort besiegen sie den Jäger Hunter, der wiederholt versucht, die Tiere gewaltsam zu stoppen, beenden die Umweltkonferenz der Menschen und bringen schließlich mit vereinten Kräften den Staudamm zum Einsturz. So fließt das Wasser wieder in die Savanne. Ausgelassen feiern die Tiere ihren Sieg in der wieder grünenden Savanne.
Nach diesem Erfolg ziehen die Tiere in den Mäulern von Blauwalen bis nach New York City, wo gerade eine Klimakonferenz tagt. Sie belagern die gesamte Stadt und erinnern die Menschen daran, dass sie nicht allein auf diesem Planeten sind.

## Hintergrund
Konferenz der Tiere ist der erste europäische computeranimierte Kinofilm in 3D. Produziert wurde der Film zwischen dem 22. November 2008 und dem 22. Juni 2010. Die Computeranimation stammt vom niedersächsischen Studio Ambient Entertainment, das mit Back to Gaya bereits den ersten komplett computeranimierten deutschen Kinofilm produziert hatte. In den deutschen Kinos hatte der Film über 1,5 Mio. Zuschauer. Europaweit waren es über 5 Millionen Besucher, darunter mehr als eine Million in Frankreich. Weltweit erreichte er ein Einspielergebnis von über 50 Mio. Dollar.

### Synchronisation
Die Synchronisation entstand bei der RC Production Berlin unter der Dialogregie von Frank Schaff.
| Rolle            | Beschreibung                | Originalsprecher          |
| ---------------- | --------------------------- | ------------------------- |
| Billy            | Erdmännchen                 | Ralf Schmitz              |
| Sokrates         | Löwe                        | Thomas Fritsch            |
| Charles          | Gallischer Hahn             | Christoph Maria Herbst    |
| Angie            | Afrikanischer Elefant       | Bastian Pastewka          |
| Smith            | Hotelmanager                | Oliver Kalkofe            |
| Bonnie           | Billys Frau                 | Nana Spier                |
| Junior           | Billys Sohn                 | Dirk Petrick              |
| Biggie           | Breitmaulnashorn            | Tilo Schmitz              |
| Erdmännchen 1    |                             | Constantin von Jascheroff |
| Erdmännchen 2    |                             | Frank Schaff              |
| Bongo            | Maronenlangur               | Santiago Ziesmer          |
| Chino            | Kaffernbüffel               | Nico Mamone               |
| Gisela           | Netzgiraffe                 | Bianca Krahl              |
| Ken              | Koala                       | Frank Schaff              |
| Bob              | Erdferkel                   | Axel Lutter               |
| Sushi            | Eisbär                      | Katja Nottke              |
| Toto             | Schimpanse                  | Rainer Fritzsche          |
| Winifred         | Galapagos-Riesenschildkröte | Margot Rothweiler         |
| Winston          | Galapagos-Riesenschildkröte | Peter Groeger             |
| Maulwurf         |                             | Carsten Richter           |
| Toby             | Känguru                     | Tobias Müller             |
| Smiley           | Tasmanischer Teufel         | Hans-Jürgen Wolf          |
| Geier 1          |                             | Lutz Schnell              |
| Geier 2          |                             | Sascha Rotermund          |
| Geier 3          |                             | Boris Tessmann            |
| Maya             | Tochter von Smith           | Luisa Wietzorek           |
| Cook             | Reporter                    | Leon Boden                |
| Hunter           |                             | Thomas Nero Wolff         |
| Koch             |                             | Uli Krohm                 |
| Politikerin      |                             | Natascha Geisler          |
| Dicker Politiker |                             | Peter Reinhardt           |

### Soundtrack
Der Soundtrack wurde hauptsächlich von David Newman produziert. Bekannt wurde allerdings die Zusammenarbeit von Xavier Naidoo und Naturally 7, die zusammen die Titelmelodie Wild vor Wut aufnahmen.

## Kritiken
„Der erste europäische 3-D-Animationsfilm – ist das schon ein Gütesiegel? Leider ist die »Konferenz der Tiere« nur ein lauer Abklatsch der Muster, die in den letzten Jahren von den Amerikanern geprägt wurden. Wenn die animierten Tiere in dieser Produktion so aussehen, als seien sie die ungeliebten Stiefgeschwister von Löwe und Giraffe aus »Madagascar«, und der Elefant genauso entworfen ist wie »Horton«, dann sehnt man sich nach den Originalen zurück. Computertechnisch bewegt sich der Film auf hohem Niveau – allein, es fehlt die Seele.“

„Zu großen Teilen handelt es sich bei Konferenz der Tiere um einen so bemühten wie schwerfälligen Versuch, dem Zauber der Pixarfilme oder auch dem anarchischen Cartoon-Witz aus Ice Age (2002) beizukommen. Dafür steht schon der Animationsstil, der sich voll und ganz den genannten Vorbildern verpflichtet und der nicht nur aufgrund des ungleich kleineren Budgets in einem Debakel endet. Kontinuitätsfehler am laufenden Band erschweren es, über die detailarm und wenig ansprechend zum Leben erweckte Naturkulisse hinwegzusehen, auch wenn die angepeilte Zielgruppe sich kaum Gedanken darüber machen wird. Warum beispielsweise die Menschen den Wüstentieren gänzlich unbekannt sind, bleibt genauso fragwürdig wie die Verwendung willkürlicher Dialekte – warum nun die afrikanischen Büffel nicht nur spanisches Temperament sondern auch einen entsprechenden Akzent tragen oder warum die Geier mit Hamburger Schnodderschnauze daher reden. In die gleiche Kerbe schlägt die dramaturgisch vollkommen sinnfreie Stigmatisierung des einzelgängerischen Leoparden als einzigem „bösen“ Tier, das eine dunkle Aura umgibt. Solche und vergleichbare Unstimmigkeiten ziehen sich wie ein roter Faden durch den Film, der damit oft seine innere Logik verletzt. Dass die wenigen auftretenden Menschen dagegen grobschlächtig daher kommen und mit Ausnahme eines Kindes (vielleicht ein müder Verweis auf Kästners ursprüngliche Intention) nur mordlüsterne Jäger und gierige Großkapitalisten sind, macht zwar in diesem Kontext durchaus Sinn, treibt den pädagogischen Moralismus im Finale aber noch auf die Spitze, wenn ein jeder seine Lektion gelernt hat. An diesem Scheitern ändern auch die drögen Appelle an ein ökologisches Bewusstsein und die politischen Allegorien nichts, die ohnehin jegliche Schärfe vermissen lassen und eher als sanfte Parodien zu verstehen sind, die niemanden vor den Kopf stoßen wollen.“

## Auszeichnungen
- Deutscher Animationsdrehbuchpreis beim Trickfilmfestival Stuttgart 2009 für die Drehbuchautoren des Films, Reinhard Klooss und Oliver Huzly
- Bayerischer Filmpreis 2010 in der Kategorie Kinderfilm
- Nominierung für den Deutschen Filmpreis in der Kategorie Kinderfilm
- Die Deutsche Film- und Medienbewertung FBW in Wiesbaden verlieh dem Film das Prädikat besonders wertvoll